# 新赫罗迪夫卡市镇
新赫罗迪夫卡市级市镇（烏克蘭語：Новогродівська міська громада）是乌克兰顿涅茨克州波克羅夫斯克區的一个市镇，行政中心为新赫羅迪夫卡。市镇面积为157.2平方公里，2020年人口数量为19,380人。

## 居民点
该市镇包括一个市（新赫羅迪夫卡）、两个镇（科梅希夫卡、普蒂切）和12个村庄：
- 巴扎内（烏克蘭語：Бажане）
- 哈利齐尼夫卡（烏克蘭語：Галицинівка）
- 多利尼夫卡（烏克蘭語：Долинівка (Покровський район)）
- 扎维特内（烏克蘭語：Завітне (Покровський район)）
- 卡利诺韦（烏克蘭語：Калинове (Покровський район)）
- 卡尔利夫卡
- 利西夫卡（烏克蘭語：Лісівка (Покровський район)）
- 梅姆里克（烏克蘭語：Мемрик）
- 马里尼夫卡（烏克蘭語：Маринівка (Покровський район)）
- 米科拉伊夫卡（烏克蘭語：Миколаївка (Новогродівська міська громада)）
- 米哈伊利夫卡（烏克蘭語：Михайлівка (Новогродівська міська громада)）
- 奥尔利夫卡（烏克蘭語：Орлівка (Новогродівська міська громада)）